# Friederike Mulert
Friederike Mulert (* 16. November 1896 in Danzig als Friederike Arends; † 5. April 1991 in Bad Nauheim) war eine deutsche Politikerin der FDP. Sie gehörte dem Deutschen Bundestag in dessen erster Legislaturperiode seit der Erhöhung der Zahl der Berliner Abgeordneten am 1. Februar 1952 an.

## Leben
Friederike Mulert war eine Tochter des Kapitäns Rudolf Arends und seiner Frau. Sie ging auf das Realgymnasium, wo sie 1919 das Abitur erreichte. An den Universitäten in Jena und Greifswald studierte sie Medizin und legte 1921 das Staatsexamen ab. Ein Jahr später promovierte sie in Jena mit der Arbeit Die altrömische Hydrotherapie nach dem Werke des Aulus Cornelius Celsus über die Heilkunde.
1921 heiratete sie den Arzt Martin Mulert (1894–1959), der später ebenso Mitglied des Berliner Abgeordnetenhauses wurde. Sie hatten fünf Kinder und eine Pflegetochter. In den nächsten 25 Jahren arbeitete sie in Langenberg (Thüringen) als Ärztin und richtete dort auch eine Geburtshilfeklinik ein. Zusammen mit ihrer Familie flüchtete sie 1948 nach West-Berlin, wo sie ein Jahr später wieder als Ärztin tätig war. Bis 1960 war sie noch als Ärztin aktiv. Sie betreute auch für die Kirche evangelische Altersheime. Mulert war Mitbegründerin des Ärztinnenbundes.

## Politik
Mulert war 1945 Mitbegründerin des Thüringer Landesverbandes der Liberal-Demokratischen Partei Deutschlands (LDP). Ein Jahr später wurde sie Mitglied des geschäftsführenden Vorstandes der Partei in Berlin. Im Jahr 1947 war sie Mitglied im Präsidium des Volkskongresses für die LDP, aus der sie 1948 austrat. Bald darauf flüchtete sie in den Berliner Westen, wo sie 1951 der FDP beitrat. In den Jahren 1951 und 1952 war sie nur für vier Monate Mitglied der FDP-Fraktion im Berliner Abgeordnetenhaus. Nach einer Nachwahl im Berliner Abgeordnetenhaus war Mulert vom 1. Februar 1952 an Abgeordnete des Deutschen Bundestages. Bis zu ihrem Ausscheiden zum Ende der ersten Legislaturperiode im Jahr 1953 arbeitete sie als ordentliches Mitglied im Ausschuss für Gesundheitspolitik. Auch nach ihrem Ausscheiden aus dem Bundestag engagierte sie sich weiterhin in der Politik. Sie setzte sich unter anderem für die Gleichberechtigung der Frau und der Familienpolitik ein.

## Werke
- Aufzeichnungen und Erinnerungen. In: Abgeordnete des Deutschen Bundestages. Aufzeichnungen und Erinnerungen, Band 4, Boppard am Rhein, 1988, S. 219–229.